# 天王寺屋五兵衛
天王寺屋 五兵衛（てんのうじや ごへえ、元和9年7月12日〈1623年8月8日〉 - 元禄7年12月1日〈1695年1月15日〉）は、江戸時代の商人である。姓名は大眉 光重（おおまゆ みつしげ）。

## 概要
寛永5年（1628年）に両替商を開業した。寛文10年（1670年）には、大坂町奉行により両替商を統括する十人両替仲間の筆頭に任命された。信用取引で使われる手形制度を創設して信用取引のはじまりを確立した。諸大名の大坂蔵屋敷の蔵元や掛屋も務め、大名貸にも応じ、幕府御用金の徴募も代行した。
以後の大眉家は天王寺屋五兵衛を代々襲名し、大坂の大商人として幕末まで重きをなした。しかし、明治維新以後は時勢の変動に対応できず没落し破産、名を残すことが出来なかった。

## 天王寺屋
大眉光重の父・大眉吉右衛門秀綱が元和元年（1615年）に大阪の今橋に移住し、屋号を「天王寺屋」と名乗ったのが始まりだと考えられている。
江戸時代の今橋は大店の両替商が軒を連ね、現在の今橋1丁目には天王寺屋五兵衛と平野屋五兵衛の2軒が道を挟んで店を構えていたことから、「天五（てんご）に平五（へいご）十兵衛横町」と呼ばれ、開平小学校脇にその記念碑が建てられている。
天王寺屋の邸宅は抵当物件として売りに出され、明治大正期の弁護士・実業家で茶人の高谷宗範が買い取り、京都府宇治市の松殿山荘に移築された。大玄関や茶室にかつての栄華が偲ばれる。